# Ali Gharbi
Pour les articles homonymes, voir Gharbi.
Ali Gharbi (arabe : علي الغربي), né le 18 avril 1955 et décédé le 12 décembre 2009 à Tunis, est un nageur tunisien. Il a été avant Oussama Mellouli, le meilleur nageur arabe et africain, notamment dans les épreuves de nage libre.

## Biographie
Il signe sa première licence à l'Union sportive carthaginoise, où il remporte les titres nationaux des minimes, avant de passer au Club africain.
En 1971, il remporte sept titres individuels nationaux ainsi que deux en relais. En 1972, il cumule douze titres sur quatorze possibles. Il s'attaque aux records arabes et africains dont il bat ceux du 200 mètres et du 400 mètres nage libre pour la première fois en 1973.
En 1977, il rejoint sa coéquipière en équipe nationale, Myriam Mizouni, à l'Espérance sportive de Tunis et, à deux, ils remportent de nombreuses épreuves.
Il termine sa carrière en 1982, à l'occasion d'un critérium d'hiver, en battant le record africain du 100 mètres nage libre en bassin de 25 mètres.

## Palmarès

### Jeux olympiques d'été de 1976
- 4e de sa série au premier tour sur 200 mètres nage libre en 1 min 55 s 82 (non qualifié)

### Championnats d'Afrique de natation
- Sept médailles d'or et deux médailles d'argent en 1974 ;
- Médaillé d'or du 100, 200, 400 et 1 500 mètres nage libre, du 100 mètres papillon et du 200 mètres dos, du relais 4 x 100 mètres nage libre et du relais 4 x 100 mètres quatre nages aux championnats d'Afrique 1977 à Tunis[2].

### Jeux panafricains
- Une médaille d'or, trois médailles d'argent et une médaille de bronze en 1973 ;
- Huit médailles d'or et une médaille d'argent en 1978.

### Championnat maghrébin de natation
- Huit médailles d'or en 1973 ;
- Huit médailles d'or en 1975 ;
- Sept médailles d'or en 1981.

### Jeux méditerranéens
- Une médaille d'or (400 mètres nage libre) et une médaille de bronze (1 500 mètres nage libre) en 1975.